# Numero semiprimo
In matematica, un semiprimo (chiamato anche biprimo o 2-quasi primo, o numero pq) è un numero naturale che è il prodotto di due (non necessariamente distinti) numeri primi.

## Proprietà
I primi di tali numeri sono 4, 6, 9, 10, 14, 15, 21, 22, 25, 26... Oggi, il numero semiprimo più grande conosciuto è (282589933 − 1)2 ed è il quadrato del numero primo più grande conosciuto (il quadrato di ogni numero primo è semiprimo).

## Applicazioni
I semiprimi sono molto utili nell'area della crittografia e la teoria dei numeri, in modo particolare nella crittografia a chiave pubblica (usata da RSA) e nei generatori di numeri pseudo-casuali. Questi metodi contano sul fatto che trovare due numeri primi grandi e moltiplicarli è computabilmente facile, mentre trovare i fattori originali è computazionalmente proibitivo con i mezzi di calcolo odierni e prevedibilmente disponibili in un futuro prossimo.
Nell'RSA Factoring Challenge (sfida di  fattorizzazione RSA) la RSA Security offriva premi fino a 200.000 dollari per chi riusciva a fattorizzare specifici grandi semiprimi ma dal 2007 ha ritirato tali premi per le fattorizzazioni non ancora portate a termine.